# Zatoka Guanabara
Zatoka Guanabara – zatoka oceaniczna w brazylijskim stanie Rio de Janeiro. Na południowo-zachodnim brzegu zatoki leży miasto Rio de Janeiro, a na jej brzegu południowo-wschodnim miasto Niterói.
Zatoka znajduje się w miejscu zapadliska tektonicznego powstałego w kenozoiku.
Licząca około 380 km² powierzchni i 143 km obwodu, Guanabara jest drugą pod względem rozległości zatoką brazylijskiego wybrzeża.
Średnia głębokość zatoki wynosi 3 m wewnątrz lądu; 8,3 m w okolicy Mostu Prezydenta Costy e Silvy i 17 m w kanale wlotowym. W wewnętrznym rejonie zatoki, do którego wpada większość rzek, zbierające się osady doprowadziły do utworzenia namorzynów porośniętych typową dla lasu atlantyckiego roślinnością.

## Wyspy na zatoce
- Ilha d’Água
- Ilha da Boa Viagem
- Ilha da Conceição
- Ilha da Laje
- Ilha das Cobras
- Ilha das Enxadas

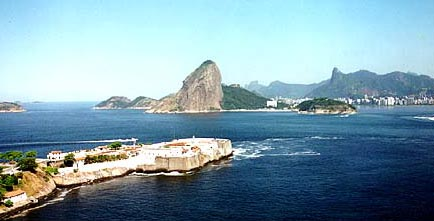
Zatoka Guanabara, Rio de Janeiro, Brazylia

- Ilha das Flores (Engenho, Ananases, Mexinguira e Carvalho)
- Ilha de Mocanguê
- Ilha de Paquetá
- Ilha de Villegagnon
- Ilha do Bom Jesus da Coluna
- Ilha do Boqueirão
- Ilha do Brocoió
- Ilha do Fundão
- Ilha do Governador
- Ilha do Rijo
- Ilha do Sol
- Ilha dos Macacos
- Ilha Fiscal
- Ilha Redonda de Dentro

## Historia

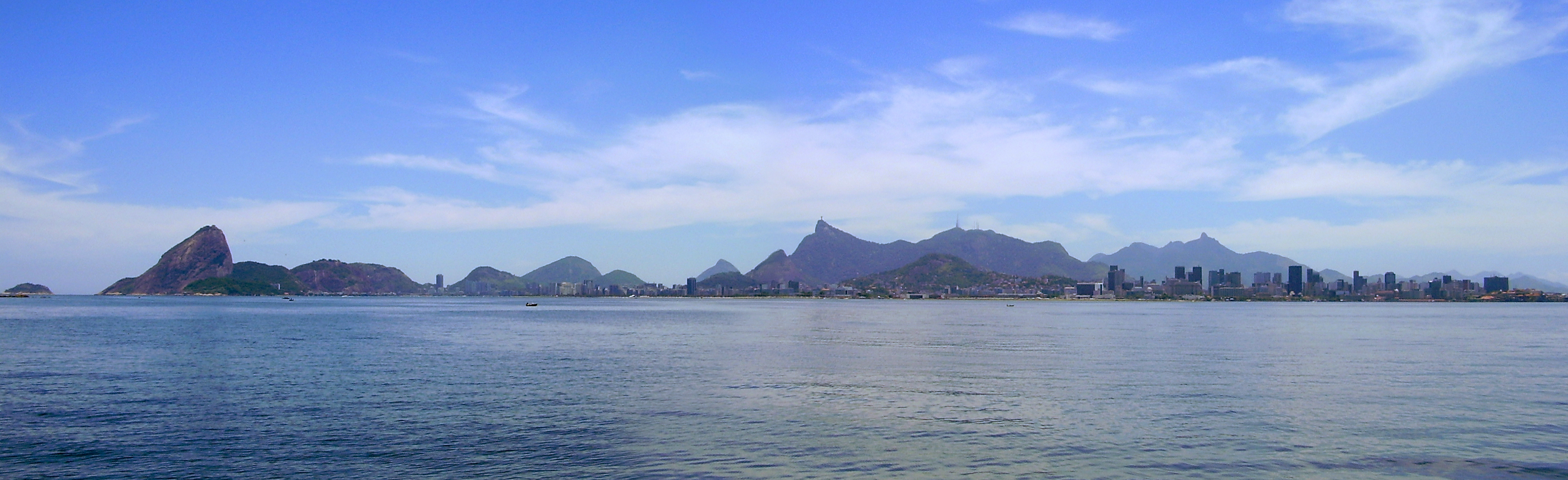
Widok na Rio de Janeiro z Zatoki Guanabara.

W czasach prekolumbijskich zamieszkana przez Indian z plemion tupi-guarani, Guanabara została odkryta przez portugalską ekspedycję badawczą 1 stycznia 1502. Od daty odkrycia wzięło później nazwę miasto Rio de Janeiro: członkowie ekspedycji mylnie wzięli zatokę za ujście wielkiej rzeki i nazwali ją Rio de Janeiro (po portugalsku: Rzeka Stycznia).